# Fußballländerspiel Brasilien – Italien 1982
Brasilien gegen Italien 1982 war das entscheidende Fußballspiel der Gruppe C (zweite Finalrunde) der brasilianischen und der italienischen Nationalmannschaft bei der Fußball-Weltmeisterschaft 1982 in Spanien. Das Spiel fand am 5. Juli 1982 in Barcelona im alten Stadion von Sarrià (Estadi Sarrià) vor 44.000 Zuschauern statt und endete mit 3:2 für Italien. Paolo Rossi erzielte alle drei Tore für Italien. Franz Beckenbauer bezeichnete das Spiel nach der WM als das bedeutendste Spiel des Turniers. Das Spiel gilt als eines der besten in der Geschichte der Fußballweltmeisterschaften.

## Ausgangslage

### Vor der WM 1982
Nach dem Sieg bei der Fußball-Weltmeisterschaft 1970 wurde die brasilianische Nationalmannschaft 1974 Vierter, was den brasilianischen Ansprüchen jedoch nicht genügte. 1978 mit neuen Stars wie Zico erreichte man unbesiegt das Finale nicht, weil Argentinien und Peru sich unter umstrittenen Umständen 6:0 trennten. Hier wurden später Bestechungen durch die argentinische Junta eingeräumt.
Brasilien besiegte Italien im Spiel um den Dritten Platz. Bei der Mini-WM 1980/81 hatte Brasilien das Endspiel erreicht, nachdem man Europameister Deutschland mit 4:1 geschlagen hatte. Italien hatte 1968 seinen letzten Titel als Europameister erreicht und stand 1970 gegen Brasilien im Endspiel. Die große Generation um Riva und Rivera war nach der WM in Deutschland 1974 zurückgetreten. Enzo Bearzot hatte das Amt des Nationaltrainers 1975 übernommen und einen Umbruch eingeleitet. 1978 erreichte er den vierten Platz bei der WM und 1980 bei der EM ebenfalls den vierten Platz.

### Bisheriger Verlauf der WM
| Pl. | Land        | Sp. | S | U | N | Tore    | Diff. | Punkte |
| --- | ----------- | --- | - | - | - | ------- | ----- | ------ |
| 1.  | Brasilien   | 1   | 1 | 0 | 0 | 003:100 | +2    | 02:0   |
| 2.  | Italien     | 1   | 1 | 0 | 0 | 002:100 | +1    | 02:0   |
| 3.  | Argentinien | 2   | 0 | 0 | 2 | 002:500 | −3    | 0:40   |

Brasilien hatte alle Vorrundenspiele  gegen die UdSSR (2:1), Schottland (4:1) und Neuseeland (4:0) gewonnen und im ersten Spiel der Gruppe C Weltmeister Argentinien mit seinem Star Diego Armando Maradona mit 3:1 besiegt. Brasilien galt als ein Top-Favorit auf den Titel.
Italien hatte in der Vorrunde kein Spiel gewonnen und nur wegen eines mehr erzielten Tores gegenüber Kamerun den zweiten Gruppenplatz erreicht. Im Spiel gegen Weltmeister Argentinien hatte man ein 2:1 erkämpft. Hier galt der Manndecker Gentile gegenüber Maradona als überlegen. Für einen Faustschlag erhielt er vom Schiedsrichter nur gelb.
Wegen des einen mehr geschossenen Tores benötigte Brasilien nur ein Unentschieden, Italien musste siegen.

## Italien – Brasilien 3:2 (2:1)
| Italien                                                        | Italien | Brasilien | Brasilien |
| -------------------------------------------------------------- | --- | --- | --------- |
| Italien                                                        | \| Montag, 5. Juli 1982 um 17:15 Uhr in Barcelona (Estadi Sarrià) \| \| Zuschauer: 44.000 \| \| Schiedsrichter: Abraham Klein ( Israel) \| \| Spielbericht \|                                                                                                 | \| Montag, 5. Juli 1982 um 17:15 Uhr in Barcelona (Estadi Sarrià) \| \| Zuschauer: 44.000 \| \| Schiedsrichter: Abraham Klein ( Israel) \| \| Spielbericht \| | Brasilien |
| Italien                                                        | Dino Zoff – Gaetano Scirea – Claudio Gentile, Fulvio Collovati (34. Giuseppe Bergomi), Antonio Cabrini – Bruno Conti, Gabriele Oriali, Giancarlo Antognoni, Marco Tardelli (75. Giampiero Marini) – Paolo Rossi, Francesco Graziani Cheftrainer: Enzo Bearzot | Valdir Peres – Oscar – Leandro, Luizinho, Júnior – Sócrates , Toninho Cerezo, Zico, Falcão – Serginho (69. Paulo Isidoro), Éder Cheftrainer: Telê Santana     | Brasilien |
| Italien                                                        | 1:0 Rossi (5.) 2:1 Rossi (25.) 3:2 Rossi (74.) | 1:1 Sócrates (12.) 2:2 Falcão (68.) | Brasilien |
| Italien                                                        | Gentile (13.), Oriali (78.) | | Brasilien |
| Montag, 5. Juli 1982 um 17:15 Uhr in Barcelona (Estadi Sarrià) | | |           |
| Zuschauer: 44.000                                              | | |           |
| Schiedsrichter: Abraham Klein ( Israel)                        | | |           |
| Spielbericht                                                   | | |           |

### Spielsystem
Italien spielte im Wesentlichen in einem 4-4-2-System. Tor: Zoff, Abwehr: Gentile, Scirea, Collovati, Cabrini, Mittelfeld: Conti, Tardelli, Antognoni, Oriali, Angriff: Graziani und Rossi. Dabei wurde aus einer massiven Abwehr heraus mit Manndeckung agiert und man setzte im Wesentlichen auf Konter, die die schwache brasilianische Abwehr unter Druck setzen sollten.
Brasilien hatte auch ein 4-4-2-System mit Peres (Tor), Junior, Luizinho, Oscar, Leandro (Abwehr), Zico, Socrates, Falcao, Toninho Cerezo (Mittelfeld), Eder und Serginho Chulapa (Angriff). Dabei wurde dieses System wesentlich offensiver und flexibler interpretiert. Man agierte mit der Raumdeckung und sehr offensiven Außenverteidigern. Auch Zico und Socrates agierten sehr oft im Sturm, so dass sich das System auch als 4-2-2-2 beschreiben lassen kann.

### Spielverlauf
Brasilien begann wie das gesamte Turnier über offensiv. Das Spielsystem bestand aus einem 4-2-2-2, wobei bis auf die zwei Innenverteidiger alle Brasilianer sehr offensiv spielten und hoch standen. Italien dagegen spielte aus einer kompakten Abwehr heraus und rechnete auf Konter. Claudio Gentile war für die Manndeckung  Zicos verantwortlich. Sein Engagement zog eine gelbe Karte und eine Sperre im Halbfinale nach sich.
Paolo Rossi verwandelte bereits in der 5. Minute eine Flanke von Antonio Cabrini mittels Kopfballs. Sócrates konnte sieben Minuten später ausgleichen. Wieder war es Rossi, der einen groben Fehlpass an der Strafraumgrenze abfing und verwertete. Einem Treffer in der zweiten Halbzeit von Giancarlo Antognoni war wegen angeblicher Abseitsstellung die Anerkennung verweigert worden. Brasilien drängte auf den Ausgleich, rannte aber gegen eine kompakte italienische Abwehr an. In der 68. Minute nahm  Falcao einen Pass Juniors an und setzte einen Fernschuss in Zoffs Netz.
22 Minuten vor Schluss war damit wieder Brasilien weiter. In der 74. Minute gab es Ecke für Italien. Der abgewehrte Ball kam zurück in den Strafraum, wo Rossi und Francesco Graziani warteten. Beide zielten auf die Verwertung des Balles ab, aber Rossi war schneller. Er verwandelte zum 3:2. Brasilien konnte nicht mehr ausgleichen und war ausgeschieden.
Das Ergebnis gilt als ein Sieg des Systems über die Spielfreude.
In der brasilianischen Presse wurde das Spiel auch als „Die Tragödie von Sarrià“ (br: A tragédia do Sarriá) bezeichnet und ist unter diesem Namen auch Teil der brasilianischen Fußballfolklore geworden.

## Folgen
Italien zog ins Halbfinale ein und gewann später zum dritten Mal die Weltmeisterschaft, Brasilien schied aus. Brasilien sollte auch in den kommenden Turnieren 1986 und 1990 vergleichsweise früh scheitern, bevor man 1994 (gegen Italien) wieder Weltmeister wurde. Für Italien blieb es 24 Jahre lang der letzte Titel. Zico nannte den Tag später den Tag, an dem der Fußball starb. Ohne diese Niederlage hätte sich der Fußball anders entwickelt, spielfreudiger und weniger ergebnisorientiert. Claudio Gentile, der Zico während der Manndeckung straflos das Trikot zerrissen hatte, sagte, er hätte im Rahmen des Erlaubten gespielt und kritisierte Zicos Kritik.
The Guardian meinte dazu, dass an diesem Tag nicht der Fußball, sondern die Naivität gestorben sei. Das System hätte über eine bereits im Sterben begriffene Idee triumphiert.